# Anthurium plantagineum
Anthurium plantagineum är en kallaväxtart som beskrevs av Luis Aloysius, Luigi Sodiro. Anthurium plantagineum ingår i släktet Anthurium och familjen kallaväxter. Inga underarter finns listade.